# ノンバイナリー・プライド・フラッグ
ノンバイナリー・フラッグ（英語: non-binary flag）は、ノンバイナリーコミュニティを表すプライド・フラッグである。
2014年にKye Rowanによってデザインされた。

## デザイン
ノンバイナリー・フラッグは、黄色、白、紫、黒4つの等しいサイズの横向きの帯からなる。正式または合意されたアスペクト比はない（この記事の画像は2:3）。

それぞれ、黄色の帯はシスジェンダーバイナリーの外にある人々、白い帯は複数のジェンダーを持つ人々、紫の帯は男性と女性が混合したジェンダーを自認する人々、黒い帯はジェンダーを持たないと感じるアジェンダーの人々を表している。

Kye Rowanにより後に提案された別バージョン。素の白色の代わりにコズミックラテが使用されている[4]。

ジェンダークィア・フラッグとノンバイナリー・フラッグのデザインには、LGBTQ+の歴史を踏まえたラベンダー色（紫）が含まれている。lavender（ラベンダー）という言葉は、長年ゲイ・コミュニティを意味するために使われていた。1935年のスラングの辞書には、女々しく見える人物を意味する「a streak of lavender（ラベンダーの縞模様）」というフレーズが収録されていた。双方がゲイだと考えられる異なるジェンダー間の結婚は、ラベンダー婚と呼ばれた。ラベンダー恐怖症とは、20世紀半ばのモラル・パニックであり、LGBT+の人々がアメリカ合衆国政府の職から一斉に解雇された事件である。LGBT+コミュニティで使用される表現は、ラベンダー言語学と呼ばれることもある。

## 歴史
Kye Rowanは2014年2月に、男性/女性の二元論を超えた性別を持つ人々を表すために、ノンバイナリーの人々のためのプライド・フラッグを作成した。
この旗は、2011年にMarilyn Roxieによって作られたジェンダークィア・フラッグに変わるものではなく、ジェンダークィア・フラッグと並んで掲げられることを意図している。多くの人は、ジェンダークィア・フラッグによって適切に表現されていないと感じる人々を表現することを意図したものであると信じている。
ユーロビジョン2024では、1位となったスイスの歌手ネモが開会式にノンバイナリーフラッグをこっそり持ち込んだ。ニモは後に「ユーロビジョンからは旗を取り出してはいけないと言われたので、ノンバイナリー・フラッグをこっそり持ち込まなければならなかった」と語った。ユーロビジョンは、ノンバイナリー・フラッグを禁止したにもかかわらず、公式Instagramアカウントでコンテスト後にフラッグの画像を投稿した。

## 絵文字
現在ユニコードコンソーシアムには、国旗の絵文字を追加しないという包括的ポリシーがあるため、ノンバイナリーの絵文字が追加される予定はない。ユニコードコンソーシアムの2022年のブログ記事は、異なる色のハート絵文字（例：💛🤍💜🖤）を代替として使用することを推奨しているが、正方形や円の絵文字の使用も同じくらい一般的である（例：🟨⬜🟪⬛、🟡⚪🟣⚫）。